# Arquidiócesis de Breslavia
La arquidiócesis de Breslavia o de Wrocław (en latín: Archidioecesis Vratislaviensis y en polaco: Archidiecezja wrocławska) es una circunscripción eclesiástica de la Iglesia católica en Polonia. Se trata de una arquidiócesis latina, sede metropolitana de la provincia eclesiástica de Breslavia. Desde el 18 de mayo de 2013 su arzobispo es Józef Piotr Kupny.

## Territorio y organización

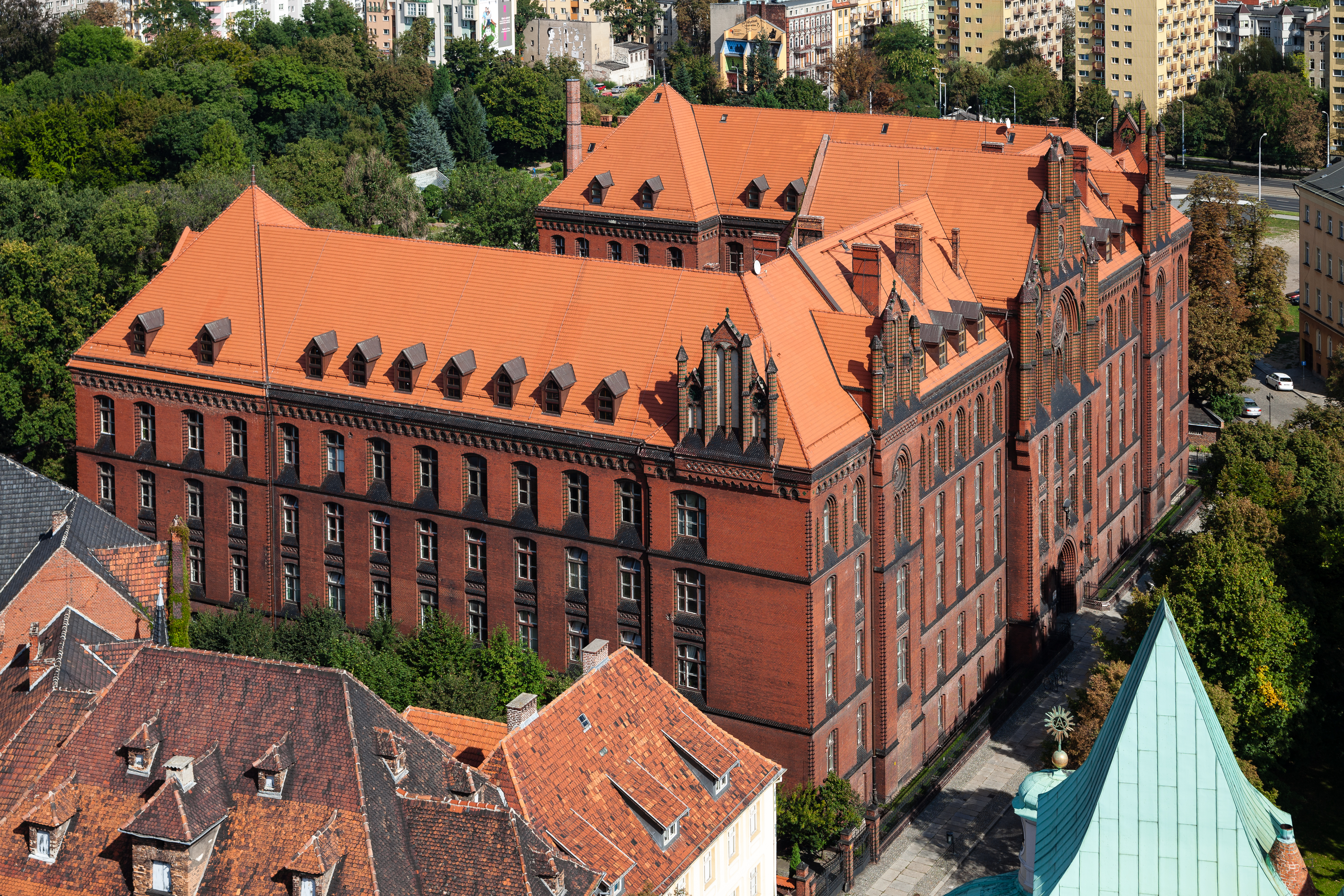
Seminario de Breslavia

La arquidiócesis tiene 8850 km² y extiende su jurisdicción sobre los fieles católicos de rito latino residentes en la parte oriental del voivodato de Baja Silesia y los distritos de Brzeg y de Namysłów del voivodato de Opole.

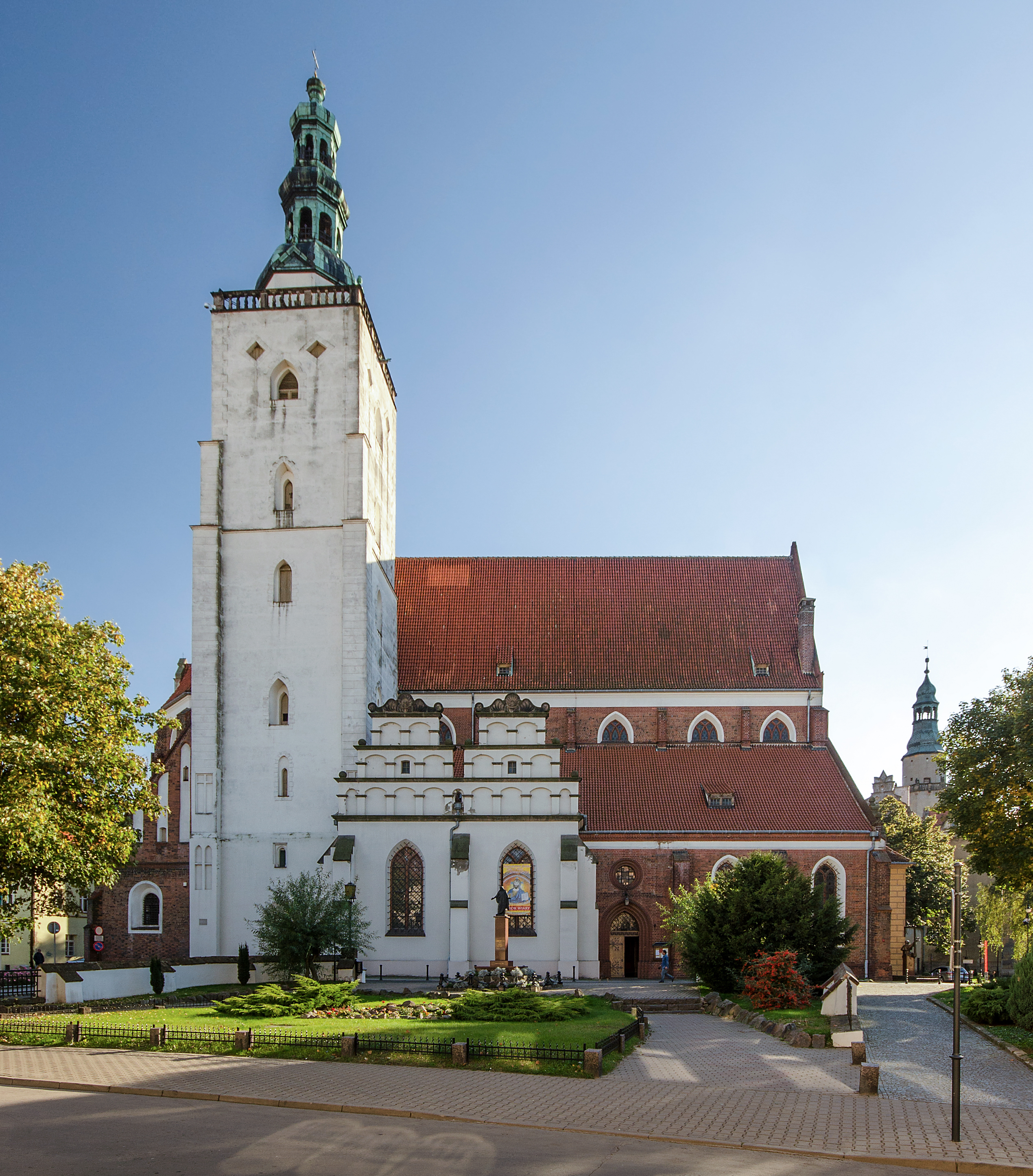
Basílica de San Juan Apóstol y Evangelista, en Oleśnica

La sede de la arquidiócesis se encuentra en la ciudad de Breslavia, en donde se halla la Catedral de San Juan Bautista. En el territorio de la arquidiócesis existen algunas basílicas menores: Santa Isabel de Hungría, en Breslavia, santuario de Santa Eduviges, en Trzebnica, San Juan Apóstol y Evangelista, en Oleśnica, San Jorge, en Ziębice.

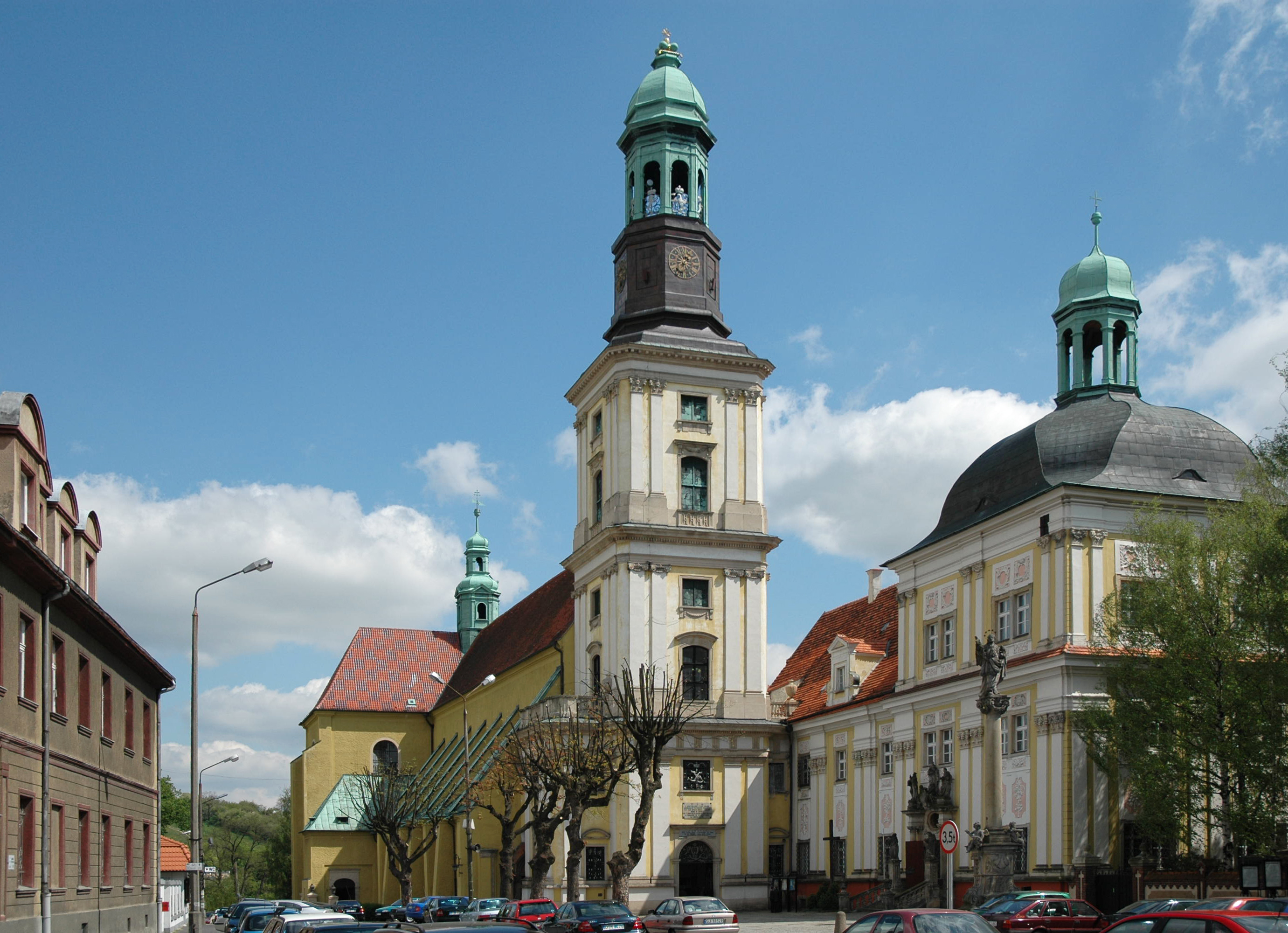
Santuario de Santa Eduviges, en Trzebnica

La arquidiócesis tiene como sufragáneas a las diócesis de Legnica y Świdnica.

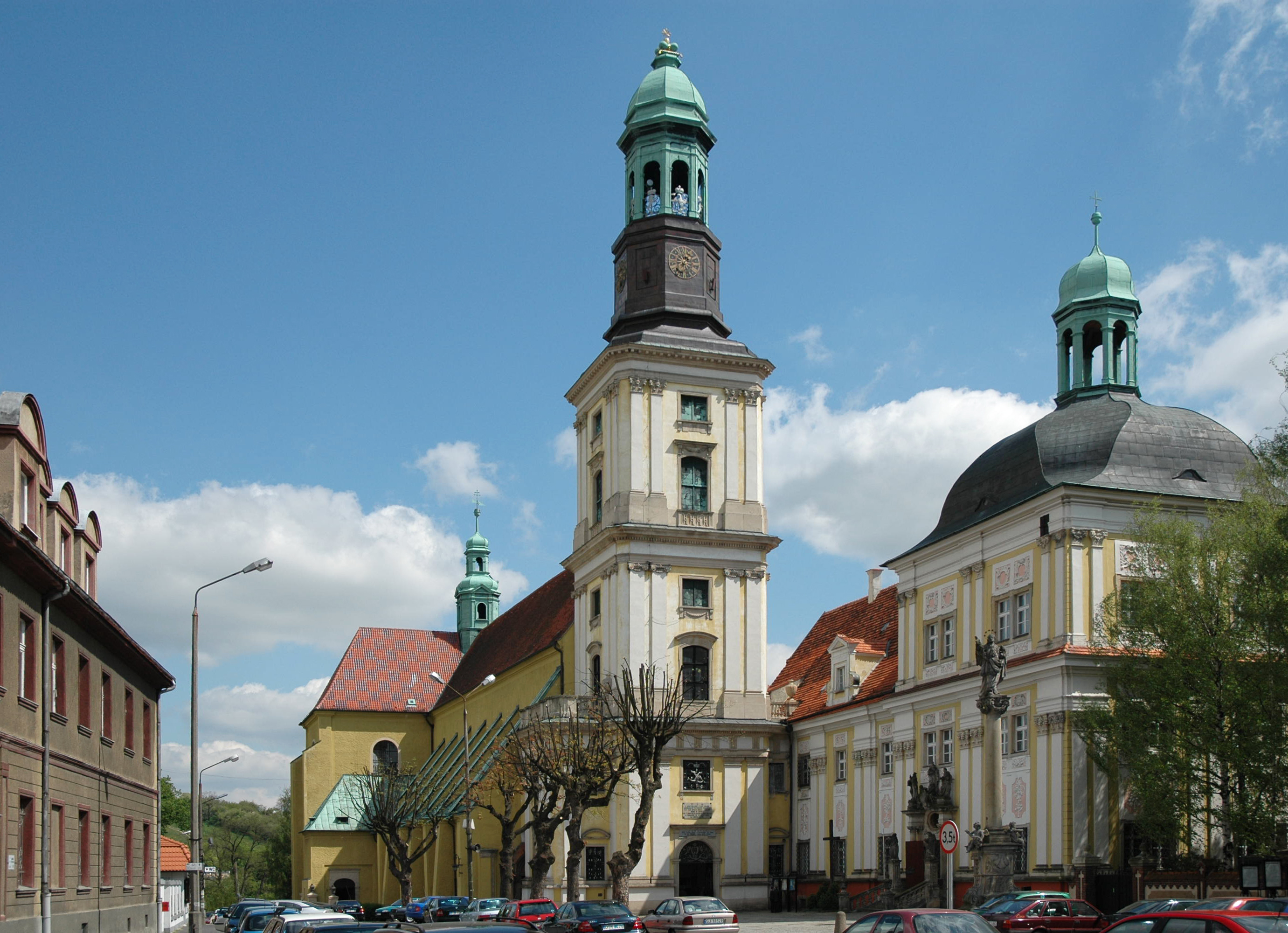
Basílica de Santa Isabel de Hungría, en Breslavia

En 2023 en la arquidiócesis existían 297 parroquias agrupadas en 33 decanatos.

## Historia

### DelsigloXIalXVIII
La erección de la diócesis de Breslavia, con territorio tomado de la diócesis de Meissen, coincide con la fundación en 999 de la primera sede metropolitana polaca, la arquidiócesis de Gniezno, de la que Breslavia fue una de las tres sufragáneas, junto con Kołobrzeg y Cracovia.
Thietmar de Merseburg transmitió el nombre del primer obispo, Jan, de quien no se sabe absolutamente nada. Los inicios de la diócesis no fueron fáciles; el territorio era todavía tierra de misión y era difícil erradicar el paganismo; además, las revueltas internas en el joven reino polaco llevaron de hecho a la desaparición de la diócesis, que sólo pudo ser restaurada a mediados del siglo XI, con el obispo Hieronim. Pero sólo durante el episcopado de Walter (1149-1169), natural de Lieja, la diócesis pudo darse una fisonomía y una organización propias.
Las bulas del papa Adriano IV de 1155 y del papa Inocencio IV de 1245 enumeran todos los lugares sujetos a la jurisdicción de los obispos de Breslavia y permiten establecer exactamente los límites de la diócesis, que se mantuvo casi sin cambios hasta 1821, solo con algunos cambios menores debido a los cambios en las fronteras políticas que han tenido lugar a lo largo de los siglos.
A partir del siglo XIII comenzó la colonización alemana de la región que, desde un punto de vista político, con los duques de Silesia, se hizo cada vez más independiente del Estado polaco. La esposa del duque Enrique I, Eduvigis, fue proclamada santa y patrona de Silesia. Estos hechos coincidieron con la expansión del catolicismo en la diócesis, la gran difusión de iglesias y parroquias, el aumento de la influencia de la Iglesia en la vida social del país y el establecimiento de órdenes religiosas, en particular cistercienses, premonstratenses, canónigos regulares de San Agustín y órdenes mendicantes. Fue durante el siglo XIII cuando los obispos de Breslavia comenzaron a adquirir derechos feudales cada vez más amplios, convirtiéndose rápidamente en señores territoriales independientes de los duques de Silesia.
El siglo XIV fue el siglo de oro para la diócesis, lo que le valió el título de episcopatus aureus, en este período se destacaron los obispos Enrique de Würben (1302-1319) y Przecław de Pogorzeli (1342-1376). Las alianzas que unieron a los duques de Silesia con los reyes de Bohemia en este siglo llevaron al emperador Carlos IV a intentar en varias ocasiones convertir a Breslavia en sufragánea de Praga, pero los intentos fracasaron por la oposición de los arzobispos de Gniezno.
En el siglo XV el obispo Konrad z Oleśnicy (1418-1447) implementó una política destinada a excluir a los polacos de los beneficios eclesiásticos y defenderse de las incursiones de los husitas. En el resto del mismo siglo y durante todo el siguiente, la diócesis se vio perturbada por la expansión del protestantismo, que no todos los obispos pudieron contrarrestar con eficacia, también debido a la desatención de los emperadores, más preocupados por la amenaza otomana en el sur.
Frente a la expansión del luteranismo, el cabildo de la catedral y más tarde la Compañía de Jesús fueron las piedras angulares del catolicismo de Silesia. Los primeros intentos serios de restauración católica en la diócesis tuvieron lugar durante el episcopado de Martín de Gerstmann (1574-1585) y en el de sus sucesores. Martín convocó un sínodo diocesano en el que se promulgaron los decretos de reforma aprobados en el Concilio de Trento; también hizo una visita general a su diócesis y llamó a los jesuitas a trabajar allí. Su sucesor Andreas Jerin (1585-1596) reorganizó la diócesis, introdujo el Breviario romano, y estuvo particularmente atento a la formación de los jóvenes y sacerdotes de su diócesis. En ocasiones la restauración se llevó a cabo con métodos violentos, pero el éxito fue tal que cerca de 700 iglesias, pasadas al luteranismo, fueron restauradas a la fe católica.
Durante el siglo XVII varios príncipes del Sacro Imperio Romano Germánico, algunos de ellos menores, fueron elegidos y confirmados obispos de Breslavia, pero nunca recibieron la consagración sacerdotal ni, obviamente, la consagración episcopal. Entre estos Carlos Fernando Vasa (1625-1655), Leopoldo Guillermo de Habsburgo (1656-1662), Carlos José de Habsburgo (1663-1664) y Francisco Luis de Neoburgo (1683-1732). Estos obispos acumularon varias diócesis alemanas, hasta 4 al mismo tiempo.
Al obispo Federico de Hesse-Darmstadt (1671-1682), un protestante alemán que se había convertido en Roma, se debe el singular privilegio de que los canónigos lleven la muceta roja.
En 1742 Silesia fue anexada a Prusia, donde el luteranismo era la religión dominante y el catolicismo simplemente tolerado. En los años siguientes, la diócesis se encontró dividida entre Prusia y el Imperio austríaco. A partir de 1757 el obispo Philipp Gotthard von Schaffgotsch, detestado por el gobierno prusiano, prefirió residir en la parte austríaca de la diócesis, mientras que la parte prusiana estaba gobernada por los vicarios apostólicos, Johann Moritz von Strachwitz, decano del capítulo, obispo auxiliar y titular de Tiberíades, y Anton Ferdinand von Rothkirch, obispo auxiliar y titular de Pafos.

### Desde elsigloXIX

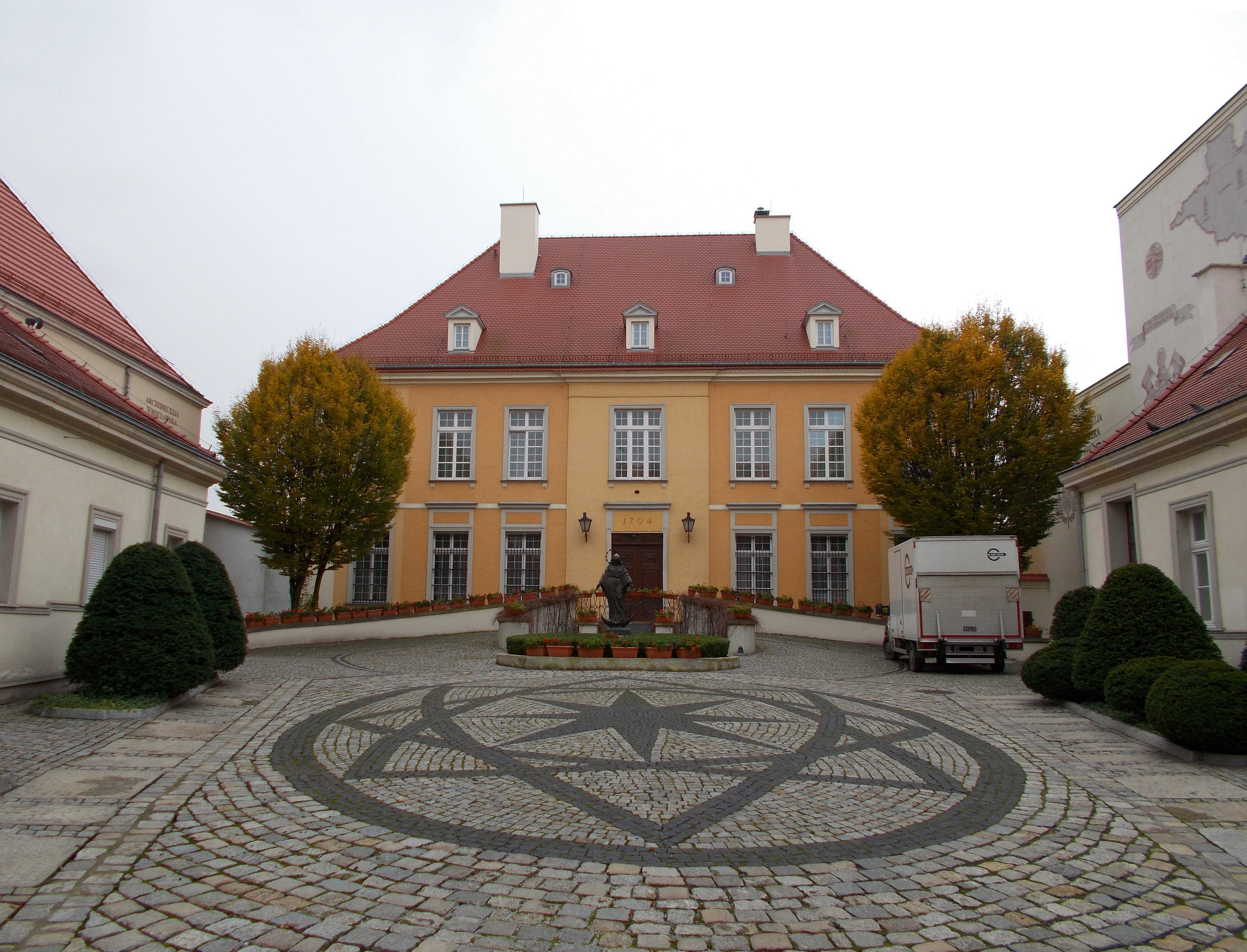
Palacio episcopal, Breslavia

Durante el episcopado de Joseph Christian Franz de Paula se produjo la exclaustración de los bienes eclesiásticos, el 30 de octubre de 1810 los bienes de la diócesis, el cabildo de la catedral, las colegiatas y numerosos conventos fueron expropiados y confiscados, y muchos conventos y monasterios suprimidos. Estas disposiciones provocaron una gran pérdida material y, sobre todo, una importante disminución de la influencia de la Iglesia en la sociedad, en particular debido al cierre forzoso de muchas escuelas católicas.
El 16 de julio de 1821 como consecuencia de la bula De salute animarum del papa Pío VII, con la que se redefinían territorialmente las diócesis del Reino de Prusia, Breslavia quedó inmediatamente sujeta a la Santa Sede y, salvo una parte cedida a la arquidiócesis de Poznań (los decanatos de Kempen y Schildberg), ampliada para incluir partes de la diócesis de Cracovia (los decanatos de Beuthen y Pless) y de la suprimida abadía nullius de Neuenzell en Lusacia; en total la diócesis incluía 621 parroquias, incluidas las encontradas en el Imperio austríaco. Además, la bula establecía la "Delegación de Berlín", sujeta a la jurisdicción de los obispos de Breslavia, compuesta por los territorios de la mayor parte de Brandeburgo y Pomerania, sustraídos del vicariato apostólico de las de las Misiones Nórdicas. El delegado del obispo de Breslavia para la administración de este territorio era el preboste de Santa Eduvigis de Berlín, que se convirtió en canónigo honorario del capítulo de la catedral de Breslavia.
En 1840 el obispo Leopold Sedlnitzky, que adoptaba posiciones ambiguas sobre los matrimonios mixtos, asunto que había adquirido gran importancia, dimitió a petición del papa Gregorio XVI. Se mudó a Berlín y luego abandonó el catolicismo para abrazar el protestantismo. Comenzando con Robert Herzog, la Santa Sede ejercerá regularmente el derecho de elegir obispos.
Durante los difíciles años de la Kulturkampf, el obispo Heinrich Ernst Karl Förster fue condenado repetidamente a pagar fuertes multas y finalmente fue depuesto por un tribunal estatal; para evitar la prisión se refugió en la parte austriaca de su diócesis en 1875. En este período muchas parroquias quedaron vacantes y se estima que a la muerte de Förster más de medio millón de fieles no tenían párroco propio. Fue durante el largo episcopado de Georg von Kopp (1887-1914) cuando se resolvieron todas las dificultades entre la Iglesia y el gobierno prusiano y se pudo iniciar una reorganización completa de la diócesis.
Después de la Primera Guerra Mundial y la modificación de las fronteras políticas entre Alemania y Polonia, una parte de la diócesis de Breslavia se encontró en territorio polaco. Tras la cesión a Polonia de parte del territorio de la Alta Silesia, el 7 de noviembre de 1922 la Santa Sede nombró para estos territorios, que todavía formaban parte formalmente de la arquidiócesis de Breslavia, un administrador apostólico en la persona del salesiano August Hlond mediante el decreto Sanctissimus Dominus] de la Congregación para Asuntos Eclesiásticos Extraordinarios. El 28 de octubre de 1925 la diócesis cedió estas porciones de su territorio para la erección de la diócesis de Katowice (hoy arquidiócesis) mediante la bula Vixdum Poloniae unitas del papa Pío XI. Otra parte de su territorio, ya en territorio austrohúngaro, se encontraba en cambio en la recién nacida Checoslovaquia y estaba gobernada por vicarios generales y luego, después de 1945, por administradores apostólicos hasta la década de 1970.
El 13 de agosto de 1930, en virtud de la bula Pastoralis officii nostri del papa Pío XI, cedió otra porción de territorio para la erección de la diócesis de Berlín (hoy arquidiócesis) y al mismo tiempo fue elevada al rango de arquidiócesis metropolitana, con tres sufragáneas: Berlín, Varmia y la prelatura territorial de Schneidemühl.
A la muerte del arzobispo Adolf Bertram (1945), la diócesis sufrió un largo período de vacancia, durante el cual fue gobernada primero por Karol Milik como administrador apostólico, luego por Kazimierz Lagosz, vicario capitular, y desde 1956 por Bolesław Kominek como administrador apostólico.
El 28 de junio de 1972, mediante la bula Episcoporum Poloniae del papa Pablo VI, cedió porciones de territorio para la erección de las diócesis de Opole y Gorzów, que se convirtieron en sufragáneas de Breslavia. Al mismo tiempo, anexó aquellas partes de la arquidiócesis de Praga y de la diócesis de Meissen, que estaban en territorio polaco después de la Segunda Guerra Mundial. El mismo día, con el decreto Quo aptius spiritualibus de la Congregación para los Obispos, cedió los territorios que quedaron en la República Democrática Alemana después de la guerra para la erección de la administración apostólica de Görlitz (hoy diócesis de Görlitz).
El 30 de diciembre de 1977, mediante la bula Praescriptionum sacrosancti de papa Pablo VI, la arquidiócesis cedió el último territorio más allá de la frontera polaca, en Moravia, a la arquidiócesis de Olomouc. Este territorio desde 1946 había sido confiado a un administrador apostólico con sede en Český Těšín.
El 25 de marzo de 1992, como parte de la reorganización de las diócesis y provincias eclesiásticas polacas solicitada por el papa Juan Pablo II con la bula Totus Tuus Poloniae populus, cedió más porciones de territorio para la erección de la diócesis de Kalisz y de Legnica; esta última era la única sufragánea de la metrópolis de Breslavia.
El 25 de noviembre de 2019 la Congregación para el Culto Divino y la Disciplina de los Sacramentos concedió a los sacerdotes residentes en la arquidiócesis el derecho a celebrar hasta cuatro misas los domingos y días festivos de precepto.
El 24 de febrero de 2004 cedió otra parte de su territorio para la erección de la diócesis de Świdnica mediante la bula Multos fructus del papa Juan Pablo II, que al mismo tiempo pasó a formar parte de la provincia eclesiástica de Breslavia.

## Estadísticas
Según el Anuario Pontificio 2024 la arquidiócesis tenía a fines de 2023 un total de 1 003 640 fieles bautizados.
| Año                                                                             | Población            | Población | Población      | Sacerdotes | Sacerdotes    | Sacerdotes    | Bautizados por sacerdote | Diáconos permanentes | Religiosos | Religiosos | Parroquias |
| Año                                                                             | Bautizados católicos | Total     | % de católicos | Total      | Clero secular | Clero regular | Bautizados por sacerdote | Diáconos permanentes | Varones    | Mujeres    | Parroquias |
| ------------------------------------------------------------------------------- | -------------------- | --------- | -------------- | ---------- | ------------- | ------------- | ------------------------ | -------------------- | ---------- | ---------- | ---------- |
| 1958                                                                            | 4 000                | 5 300 000 | 75.5           | 2110       | 1500          | 610           | 1895                     |                      | 610        | 350        | 1220       |
| 1980                                                                            | 2 654 000            | 2 953 000 | 89.9           | 1340       | 904           | 436           | 1980                     |                      | 480        | 2452       | 592        |
| 1990                                                                            | 3 025 900            | 3 117 470 | 97.1           | 1545       | 1141          | 404           | 1958                     |                      | 669        | 1878       | 653        |
| 1999                                                                            | 1 470 100            | 1 580 039 | 93.0           | 1105       | 780           | 325           | 1330                     |                      | 548        | 1341       | 403        |
| 2000                                                                            | 1 470 100            | 1 580 039 | 93.0           | 1099       | 777           | 322           | 1337                     |                      | 521        | 1315       | 404        |
| 2001                                                                            | 1 470 100            | 1 580 039 | 93.0           | 1094       | 771           | 323           | 1343                     |                      | 516        | 1309       | 407        |
| 2002                                                                            | 1 470 100            | 1 580 000 | 93.0           | 1121       | 787           | 334           | 1311                     |                      | 506        | 1308       | 410        |
| 2003                                                                            | 1 470 100            | 1 580 000 | 93.0           | 1134       | 799           | 335           | 1296                     |                      | 523        | 1321       | 410        |
| 2004                                                                            | 1 470 100            | 1 580 000 | 93.0           | 1163       | 814           | 349           | 1264                     |                      | 520        | 1261       | 413        |
| 2010                                                                            | 1 152 710            | 1 199 332 | 96.1           | 950        | 602           | 348           | 1213                     |                      | 462        | 832        | 300        |
| 2014                                                                            | 1 152 710            | 1 199 332 | 96.1           | 892        | 624           | 268           | 1292                     |                      | 335        | 839        | 300        |
| 2017                                                                            | 955 605              | 1 194 507 | 80.0           | 838        | 571           | 267           | 1140                     |                      | 346        | 795        | 299        |
| 2020                                                                            | 999 214              | 1 203 873 | 83.0           | 831        | 564           | 267           | 1202                     |                      | 350        | 668        | 297        |
| 2022                                                                            | 998 650              | 1 203 200 | 83.0           | 825        | 557           | 268           | 1210                     |                      | 327        | 614        | 297        |
| 2023                                                                            | 1 003 640            | 1 209 200 | 83.0           | 817        | 556           | 261           | 1228                     |                      | 328        | 606        | 297        |
| Fuente: Catholic-Hierarchy, que a su vez toma los datos del Anuario Pontificio. |                      |           |                |            |               |               |                          |                      |            |            |            |

## Episcopologio
- Jan † (1000-?)
- Hieronim † (1046-1062 falleció)
- Jan II † (1063-1072 falleció)
- Piotr I † (1074-1111 falleció)
- Żyrosław I † (1112-1120 falleció)
- Heymo † (1120-1126 falleció)
- Robert I † (1126-1140 falleció)
- Robert II † (1140-1142 nombrado obispo de Cracovia)
- Konrad † (1142-1146 falleció)
- Jan (Janik) † (1146-1149 nombrado arzobispo de Gniezno)
- Walter z Malonne † (1149-27 de enero de 1169 falleció)
- Żyrosław II † (1170-1198 falleció)
- Iaroslao de Opole † (1198-13 de enero de 1201 falleció)
- Cyprian, O.Praem.  † (1 de marzo de 1201-26 de mayo de 1206 falleció)
- Wawrzyniec † (26 de mayo de 1207-7 de junio de 1232 falleció)
- Tomasz I † (15 de agosto de 1232-30 de mayo de 1268 falleció)
  - Władysław Henrykowicz † (1268-27 de abril de 1270 falleció) (administrador apostólico)
- Tomasz Zaremba † (5 de septiembre de 1270-15 de marzo de 1292 falleció)
- Jan Romka † (24 de abril de 1292-19 de noviembre de 1301 falleció)
- Henryk z Wierzbna † (2 de febrero de 1302-23 de septiembre de 1319 falleció)
- Wit de Habdank † (25 de diciembre de 1319-27 de noviembre de 1325 falleció)
  - Lutold z Kromieryża † (1319-1326) (obispo electo)
- Nanker † (1 de octubre de 1326-8 de abril de 1341 falleció)
- Przecław z Pogorzeli † (28 de enero de 1342-5 o 6 de abril de 1376 falleció)
- Wacław z Legnicy † (28 de julio de 1382-17 de diciembre de 1417 renunció)
- Konrad z Oleśnicy † (17 de diciembre de 1417-9 de agosto de 1447 falleció)
- Piotr Nowak † (10 de octubre de 1447-6 de febrero de 1456 falleció)
- Jodok z Rożemberka † (9 de junio de 1456-15 de diciembre de 1467 falleció)
- Rudolf von Rüdesheim † (27 de abril de 1468-17 de enero de 1482 falleció)
- Jan Roth † (4 de marzo de 1482-21 de enero de 1506)
- Jan Thurzo † (21 de enero de 1506 por sucesión-2 de agosto de 1520 falleció)
- Jakub von Salza † (24 de julio de 1521-25 de agosto de 1539 falleció)
- Baltazar von Promnitz † (21 de abril de 1540-20 de enero de 1562 falleció)
- Kaspar von Logau † (17 de abril de 1562-4 de junio de 1574 falleció)
- Marcin Gerstmann † (31 de agosto de 1574-23 de mayo de 1585 falleció)
- Andreas Jerin † (9 de septiembre de 1585-5 de noviembre de 1596 falleció)
  - Bonaventura Hahn † (5 de diciembre de 1596-18 de marzo de 1599 elección anulada) (obispo electo)[nota 3]
  - Paul Albert † (18 de agosto de 1599-6 de mayo de 1600 falleció) (obispo electo)[nota 4]
- Jan von Sitsch † (24 de enero de 1601-25 de abril de 1608 falleció)
- Carlos de Austria † (septiembre de 1608-28 de diciembre de 1624 falleció)
- Karl Ferdinand von Vasa (Wasa) † (3 de mayo de 1625-9 de mayo de 1655 falleció)
- Leopoldo Guillermo de Habsburgo † (21 de enero de 1656-2 de noviembre de 1662 falleció)
- Carlo Giuseppe de Austria † (23 de abril de 1663-27 de enero de 1664 falleció)
- Sebastian Ignaz von Rostock † (12 de enero de 1665-9 de junio de 1671 falleció)
- Federico d'Assia-Darmstadt † (21 de marzo de 1672-19 de febrero de 1682 falleció)
- Franz Ludwig am Rhein zu Neuburg † (26 de agosto de 1683-18 de abril de 1732 falleció)
- Philipp Ludwig von Sinzendorf † (3 de septiembre de 1732-28 de septiembre de 1747 falleció)
- Philipp Gotthard von Schaffgotsch † (5 de marzo de 1748-5 de enero de 1795 falleció)
  - Johann Moritz von Strachwitz † (4 de abril de 1766-28 de enero de 1781 falleció) (vicario apostólico para el reino de Prusia)
  - Anton Ferdinand von Rothkirch und Panthen † (25 de junio de 1781-1795) (vicario apostólico para el reino de Prusia)
- Joseph Christian Franz de Paula zu Hohenlohe-Waldenburg-Bartenstein † (5 de enero de 1795 por sucesión-21 de enero de 1817 falleció)
  - Sede vacante (1817-1823)
- Emanuel von Schimonski-Schimoni † (16 de octubre de 1823-27 de diciembre de 1832 falleció)
- Leopold Sedlnitzky Choltiz von Odrownocz † (27 de octubre de 1835-10 de octubre de 1840 renunció)
- Joseph Knauer † (27 de agosto de 1841-16 de mayo de 1844 falleció)
- Melchior Ferdinand Joseph von Diepenbrock † (15 de enero de 1845-20 de enero de 1853 falleció)
- Heinrich Ernst Karl Förster † (19 de abril de 1853-20 de octubre de 1881 falleció)
- Robert Herzog † (24 de marzo de 1882-26 de diciembre de 1886 falleció)
- Georg von Kopp † (9 de agosto de 1887-4 de marzo de 1914 falleció)
- Adolf Bertram † (25 de mayo de 1914-6 de julio de 1945 falleció)
  - Sede vacante (1945-1972)
- Bolesław Kominek † (28 de junio de 1972-10 de marzo de 1974 falleció)
- Henryk Roman Gulbinowicz † (3 de enero de 1976-3 de abril de 2004 retirado)
- Marian Gołębiewski (3 de abril de 2004-18 de mayo de 2013 retirado)
- Józef Piotr Kupny, desde el 18 de mayo de 2013